# Hoyt L. Sherman
Hoyt Leon Sherman (* 1903 in La Fayette, Alabama; † 1981 in Columbus, Ohio) war ein US-amerikanischer Künstler, Designer und Professor für Bildende Kunst. Durch seine Tätigkeit kam er zu hohem Ansehen und hat maßgeblich auf die Arbeiten von Roy Lichtenstein Einfluss genommen, der von 1942 bis 1949 Shermans Student war.

## Leben
Sherman unterrichtete an der Ohio State University von 1932 bis 1974. Als Professor in Fine Arts entwickelte er dort den Flash Room, auch bekannt als The Visual Training Laboratory, einen etwa 21 Meter langen verdunkelten Raum, in dem Bilder kurz auf einer Leinwand aufleuchteten (Tachistoskopie). Die Schüler sollten dann das Nachbild auf der Netzhaut zeichnen. Diese Methode, einen flüchtigen Bildeindruck wiederzugeben, wurde später von Lichtenstein als einflussreich auf seine Arbeit genannt. Sherman war auch bekannt für seine Arbeit zur Optik auf dem Gebiet der bildenden Kunst und entwickelte eine Theorie ähnlich Hans Hofmanns „Push and Pull“.
Sherman hatte andere Studenten, einschließlich E. L. Sauselen und Larry Shineman, die auch an der Ohio State University in den Bildenden Künsten unterrichtet haben, sowie Deborah Beetham-Ford, die Kunst am Ohio State und am Otterbein College, heute die Otterbein University, unterrichtete, wo sie Interimsdirektorin der Kunstabteilung war. Weitere Studenten waren Earl Hassenpflug, später Direktor des Otterbein Art Department, sowie JoAnne Stichwey und Al Germanson, die als Professoren ebenfalls Shermans Techniken verwendeten.
Seine Forschungen und Methoden der Wahrnehmungspsychologie wurden auch während des Zweiten Weltkriegs von der United States Navy und Army Air Corps als Mittel zur Lehre von Piloten und Bordschützen verwendet, um schnell Flugzeuge als Freund oder Feind zu identifizieren, während sein camouflage room (Tarnungsraum) sie lehrte, Ziele zur Bombardierung zu identifizieren oder eigene US-Ziele besser zu verbergen.
Seine kunstpädagogischen und kunsttheoretischen Konzepte veröffentlichte er ab Mitte der 1940er Jahre in mehreren Schriften; Beiträge von ihm erschienen u. a. im Art Journal und dem College Art Journal.
Im Jahr 1963 erhielt er den Alumni Award der Ohio State University für herausragende Lehre. Ein Gebäude in seinem Namen, das Hoyt L. Sherman Studio Art Center, wurde von Roy Lichtenstein in den 1990er Jahren ausgestattet. Shermans Witwe Rachel, geborene Rachel Emily Way (* 23. Januar 1907), Malerin und Pianistin, starb am 20. Juli 2008.
Posthum wurde sein künstlerisches Werk im Jahr 1996 unter dem Titel Vision to action. The art and innovation of Hoyt L. Sherman in der Hopkins Hall Gallery der Ohio State University ausgestellt, zu der ein Katalogheft erschien.

## Schriften
- Drawing By Seeing. A new development in the teaching of the visual arts through the training of perception. Hinds, Hayden & Eldredge, New York 1947.[4][5][6]
- The Visual Demonstration Center. (A manual for operation with an emphasis on vision in the fine arts; 1). Institute for Research in Vision at the Ohio State University, Columbus, 1951.
- Cézanne and Visual Form. (A manual for operation with an emphasis on vision in the fine arts; 2). Institute for Research in Vision at the Ohio State University, Columbus 1952.[7] (Online).